# Дагласвил (Пенсилванија)
Дагласвил (енгл. Douglassville) насељено је место без административног статуса у америчкој савезној држави Пенсилванија.

## Демографија
По попису из 2010. године број становника је 448.
| Група             | 2000.    | 2010.       |
| Белци             | 0 (0,0%) | 406 (90,6%) |
| Афроамериканци    | 0 (0,0%) | 6 (1,3%)    |
| Азијати           | 0 (0,0%) | 9 (2,0%)    |
| Хиспаноамериканци | 0 (0,0%) | 23 (5,1%)   |
| Укупно            | 0        | 448         |